# Bottom (BDSM)
Col termine di bottom (lett. fondo/basso) si viene ad indicare, nel lessico BDSM la parte che assume il ruolo passivo all'interno di una relazione limitata nel tempo, quindi lo/la schiavo/a sessuale, la donna o l'uomo sottomesso alla Mistress o al Master (BDSM): colui o colei che sta in basso/sotto, accucciato come un cagnolino davanti al padrone/alla padrona ed assumendo il ruolo passivo di servo obbediente.
Un bottom può essere sottoposto ad atti di sottomissione o umiliazione erotica, di servitù appunto, di punizione corporale come fustigazione, spanking, caning, atta a procurare dolore: si tratta del rapporto consensuale che rientra nella categoria del Bondage. La sottomissione può includere la penetrazione anale dell'uomo da parte di un uomo o di una donna dotata di strap-on dildo (pratica detta pegging).
Il termine bottom deriva da un uso più generale proveniente dalla comunità gay, ad indicare il partner più specificamente passivo durante il sesso anale e nasce quindi come termine di appartenenza esclusivamente maschile: da notare poi che bottom-fondo indica per traslato anche il "fondo dei pantaloni", quindi il sedere e che nel mondo anglosassone prendere una sculacciata equivale ad essere colpiti e arrossati nel bottom/fondoschiena.

## Terminologia

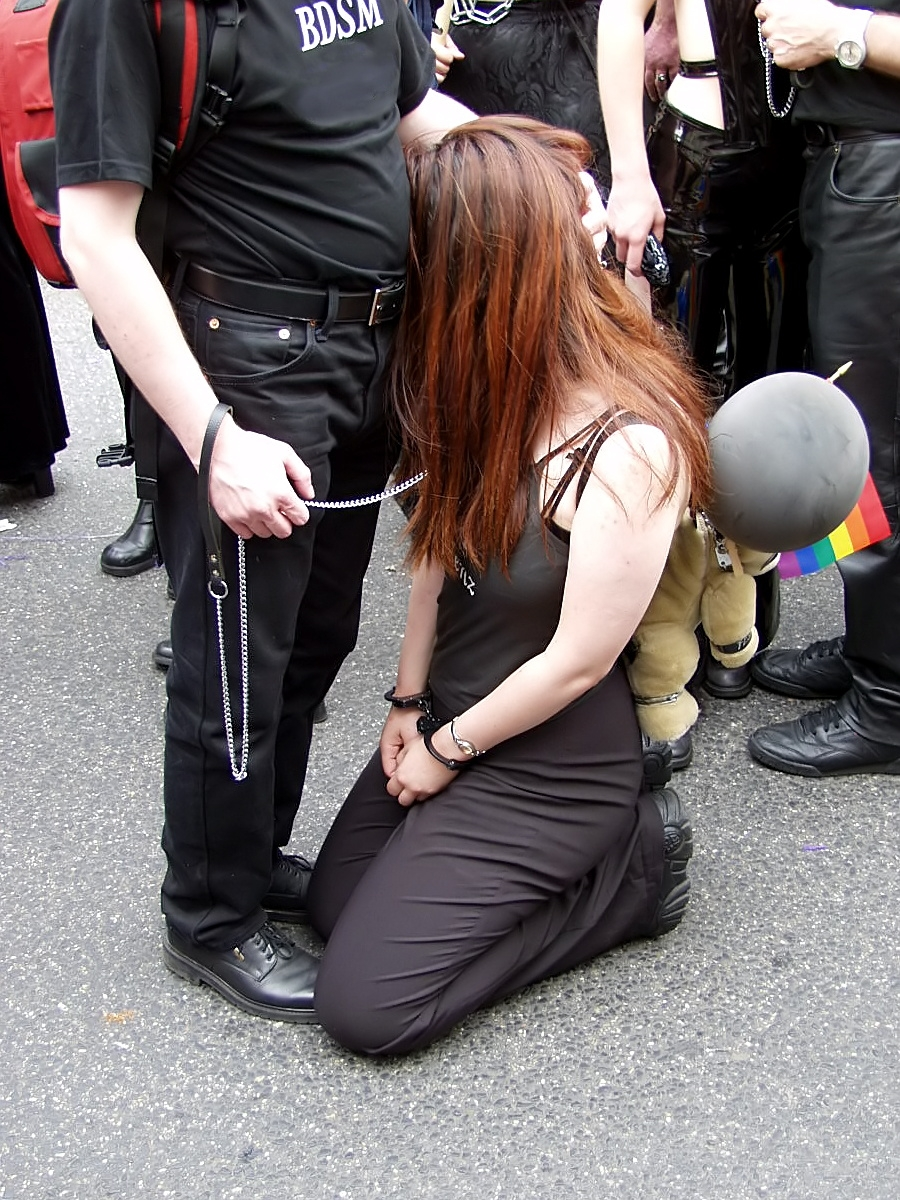
Un bottom femmina in ginocchio tenuta al guinzaglio dal proprio top maschio. Europride 2002, Colonia.

Quando la parte dominante (top-colui che sta sopra) svolge tale ruolo su richiesta o anche direzione del bottom, in tal caso il tipo di relazione dinamica che s'instaura viene a volte chiamata "service top" (un top a servizio). Un bottom che ha il predominio sulle attività svolte e sul rapporto in generale si dice che sia un "Topping from the bottom" (colui che comanda dal basso), che esprime cioè una posizione dominante dal fondo.
L'accettazione di un ruolo inferiore o sottomesso in un rapporto sadomaso è raramente assoluta, in quanto opera all'interno di un insieme di limiti predefiniti da trattativa e consenso (vedi Safe, Sane and Consensual). La maniera più comune in cui un bottom può segnalare al partner di aver raggiunto il limite è l'uso di una Safeword o "parola di sicurezza"; nella forma più estrema di sottomissione, l'edgeplay l'opzione della parola di sicurezza può esser rimossa dalle possibilità offerte al bottom.

### Distinzione bottom-slave
Con bottom si indica esprime specificamente l'inferiorità di una persona al suo top/master: un partner sottomesso in gioco sessuale (frustato, legato, umiliato, o fatto temporaneamente schiavo), che riceve stimoli e gode di questo ma perlopiù in una situazione privata, più raramente in un contesto pubblico. Il bottom non arriva mai in definitiva ad essere uno slave vero e proprio.
Quella dello slave è invece una condizione di autentica "schiavitù totale", molto ben espressa ad esempio nel romanzo erotico Histoire d'O di Dominique Aury del 1954; è un rapporto senza limiti prefissati (molto più mentale che in forma strettamente sessuale) e senza limiti di tempo ed in cui spesso entrambi firmano un contratto in cui espongono i propri ruoli e i propri doveri/diritti. Lo/a schiavo/a è obbligato in buona misura ad eseguire gli ordini ricevuti e deve chiedere il permesso per fare tutto ciò che non gli viene espressamente ordinato (non ha perciò alcun diritto). Quando viene offerto il dono della schiavitù ad un'altra persona questa, divenuta slave, è da quel momento in poi alla completa mercé del suo padrone/a: un rapporto del genere viene realizzato pertanto tra persone che si conoscono molto approfonditamente.